# بوفالو بوفالو بوفالو بوفالو بوفالو بوفالو بوفالو بوفالو

نقش‌های دستور زبانی هر کلمه
PN = اسم (دستور زبان)
N = اسم (دستور زبان)
V = فعل
NP = گروه اسمی
RC = جمله‌واره موصولی
VP = گروه فعلی
S = جمله

بوفالو بوفالو بوفالو بوفالو بوفالو بوفالو بوفالو بوفالو (انگلیسی: Buffalo buffalo Buffalo buffalo buffalo buffalo Buffalo buffalo) یک جمله صحیح گرامری در زبان انگلیسی است. از این جمله به این منظور استفاده می‌شود که چگونه می‌توان از طریق لغات هم‌آوا جملات پیچیده ساخت. این جمله اولین بار در سال ۱۹۶۷ مطرح شد. بوفالوهای در این جمله می‌تواند به خود بوفالو (گاومیش آمریکایی)، شهری به نام بوفالو در نیویورک، و فعل غیرمصطلح «بوفالو» که در انگلیسی به معنای قلدری کردن است، اشاره داشته باشد. اگر بخواهیم جمله را بازنویسی کنیم معنی آن می‌شود: «گاومیش‌های گله‌ای از شهر بوفالو که گاومیش‌های گلهٔ دومی از شهر بوفالو اذیتشان می‌کنند، خود گاومیش‌های گلهٔ سومی از شهر بوفالو را اذیت می‌کنند».
این جمله نخستین بار در سال ۱۹۶۷ در کتاب فراتر از زبان اثر دمیتری بورگمن ظاهر شد و از آن زمان به اشکال مختلف در پژوهش‌های مختلف به آن اشاره شده است.

## ساختار جمله
کلمه بوفالو به سه حالت در این جمله به کار می‌رود که عبارتند از:
- a. [اضافهٔ اسمی] بوفالو (شهر) که به جای صفت استفاده می‌شود.
- n. [اسم] بوفالو (گاومیش) که به حالت جمع به کار می‌رود. (به معنای بوفالوها یا گلهٔ بوفالوها)
- v. [فعل] بوفالو به معنای گیج کردن یا اذیت کردن.

این جمله ابهام نحوی دارد. یک روش قرائت آن به این شرح است:
     بوفالوشهر بوفالوگاومیش بوفالوشهر بوفالوگاومیش بوفالوفعل بوفالوفعل بوفالوشهر بوفالوگاومیش.
به گفتهٔ توماس تیموشکو جمله‌ای با هشت «بوفالو» حالت خاص نیست و هر جمله‌ای که تنها از کلمهٔ «بوفالو» تشکیل شده باشد از نظر دستوری صحیح است. کوچک‌ترین این جمله‌ها «بوفالو!» است که می‌تواند جمله‌ای امری باشد به معنای «اذیت کن!»، جمله‌ای ندایی که در زمان دیدن بوفالو به زبان می‌آید، یا جمله‌ای خبری در پاسخ به پرسش «اهل کجایی؟».

## یادداشت
1. ↑  تلفظ دقیق‌تر انگلیسی آمریکایی کلمه، «بافه‌لو» /ˈbʌfələʊ/ است.